# Азіз Аббес Мухідін
Азіз Аббес Мухідін (італ. Aziz Abbes Mouhiidine; нар. 6 жовтня 1998, Солофра) — італійський боксер, кікбоксер та каратист, призер чемпіонату світу, чемпіон Європи з боксу серед аматорів.

## Аматорська кар'єра
Азіз Аббес Мухідін з чотирьох років займався карате, трохи пізніше і кікбоксингом. В юнацькому віці він вигравав медалі на чемпіонатах світу з карате серед юніорів. 2016 року Азіз Аббес Мухідін виграв срібну медаль на чемпіонаті Європи з карате, але після цього вирішив зосередитися на боксі, взявши участь у молодіжному чемпіонаті світу з боксу 2016. 2017 року завоював бронзову медаль на чемпіонаті Європи з боксу до 22 років.
На Європейських іграх 2019, здобувши дві перемоги, програв у чвертьфіналі Мусліму Гаджімагомедову (Росія).
На чемпіонаті світу 2021 завоював срібну медаль.
- В 1/32 фіналу переміг Нарека Манасяна (Вірменія) — 5-0
- В 1/16 фіналу переміг Тоні Філіпі (Хорватія) — 5-0
- В 1/8 фіналу переміг Хуліо Кастільйо (Еквадор) — 5-0
- В 1/4 фіналу переміг Санжит Кумара (Індія) — 5-0
- В 1/2 фіналу переміг Енмануеля Реєса (Іспанія) — 4-1
- У фіналі програв Хуліо Сезар Ла Круз (Куба) — 1-4

На чемпіонаті Європи 2022 став чемпіоном.
- В 1/8 фіналу переміг Сохеба Буафіа (Франція) — 5-0
- В 1/4 фіналу переміг Георгія Чихладзе (Грузія) — 5-0
- У півфіналі переміг Левіса Вільямса (Англія) — 5-0
- У фіналі переміг Енмануеля Реєса (Іспанія) — 5-0

На чемпіонаті світу 2023 завоював срібну медаль.
- В 1/16 фіналу переміг Айбека Оралбая (Казахстан) — 4-0
- В 1/8 фіналу переміг Хуліо Кастільйо (Еквадор) — 4-1
- В 1/4 фіналу переміг Давлата Болтаєва (Таджикистан) — 5-0
- В 1/2 фіналу переміг Нарека Манасяна (Вірменія) — 5-0
- У фіналі програв Мусліму Гаджімагомедову (Росія) — 3-4

На Європейських іграх 2023 став чемпіоном.
- В 1/8 фіналу переміг Аркадія Карцана (Україна) — 5-0
- В 1/4 фіналу переміг Берата Ачара (Туреччина) — 5-0
- У півфіналі переміг Матеуша Березницького (Польща) — 5-0
- У фіналі переміг Джека Марлі (Ірландія) — 5-0

На Олімпійських іграх 2024 програв в першому бою Лазізбеку Муллажонову (Узбекистан) — 1-4.